# 弗魯比夫斯基
48°25′8″N 39°7′9″E / 48.41889°N 39.11917°E

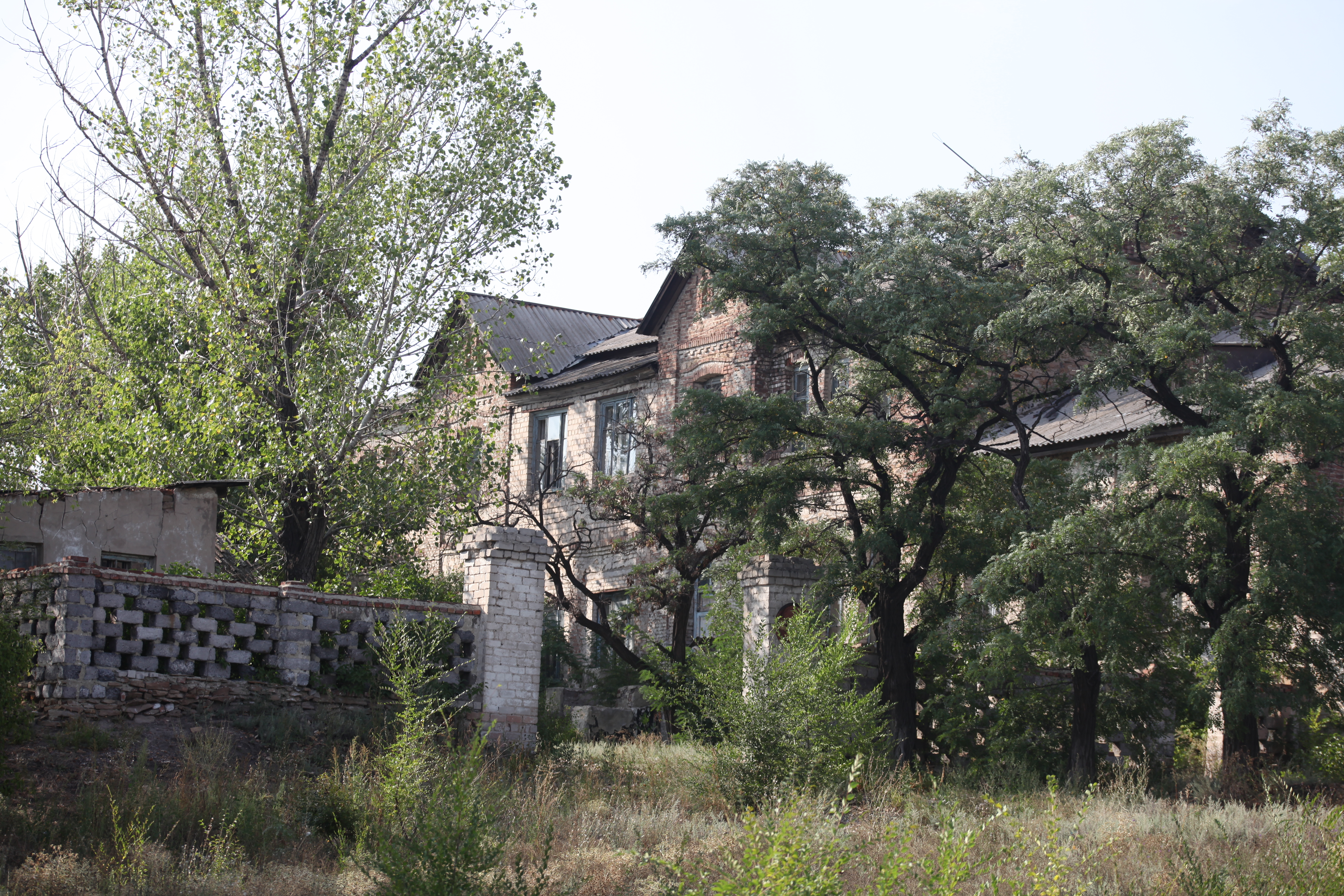
弗魯比夫斯基

弗魯比夫斯基（羅馬化：Vrubivskyi）是位於烏克蘭東部盧甘斯克州盧甘斯克區盧圖希內市鎮的鎮。該鎮始建於1895年，海拔高度114米，面積1.47平方公里，2001年人口3,388，人口密度每平方公里2,309.48人。
该定居點自2014年被俄羅斯傀儡政權「卢甘斯克人民共和国」佔領。俄方區劃為卢图吉诺区的市級鎮。